# Frederic C. Walcott
Frederic C. Walcott (New York Mills, 1869. február 19. – Stamford, 1949. április 27.) az Amerikai Egyesült Államok szenátora (Connecticut, 1929–1935).